# Saint-Dézéry
Saint-Dézéry település Franciaországban, Gard megyében. Lakosainak száma 459 fő (2022. január 1.). Saint-Dézéry Castelnau-Valence, Collorgues, Garrigues-Sainte-Eulalie, Moussac és Saint-Chaptes községekkel határos.

## Népesség
A település népessége az elmúlt években az alábbi módon változott:
| Lakosok száma | 158  | 146  | 220  | 316  | 411  | 430  | 450  | 462  | 462  | 459  |
|               | 1968 | 1982 | 1990 | 2006 | 2013 | 2015 | 2017 | 2019 | 2020 | 2022 |